# Asciano
Asciano é uma comuna italiana da região da Toscana, província de Siena, com cerca de 6 468 habitantes. Estende-se por uma área de 215 km², tendo uma densidade populacional de 30 hab./km². Faz fronteira com Buonconvento, Castelnuovo Berardenga, Monteroni d'Arbia, Rapolano Terme, San Giovanni d'Asso, Siena, Sinalunga, Trequanda.

## Demografia
| Variação demográfica do município entre 1861 e 2011                               |
|                                                                                   |
| Fonte: Istituto Nazionale di Statistica (ISTAT) - Elaboração gráfica da Wikipedia |